# Fulaspis guilliermi
Fulaspis guilliermi är en insektsart som beskrevs av Alfred Serge Balachowsky 1952. Fulaspis guilliermi ingår i släktet Fulaspis och familjen pansarsköldlöss.
Artens utbredningsområde är Guinea. Inga underarter finns listade i Catalogue of Life.